# Punan
Die Punan, auch Punan Bah genannt sind eine ethnische Gruppe und gehören zur indigenen Bevölkerung der Insel Borneo. Sie leben im malaysischen Bundesstaat Sarawak im Norden der Insel. Sie werden zu den Dayak gezählt. Trotz des ähnlichen Namens sind die Punan eine andere Volksgruppe als die ebenfalls auf Borneo lebenden  Penan. Allerdings werden sie in mancher Fachliteratur als Untergruppe der Penan beschrieben (Leigh, 2002). Es wird angenommen, dass die Punan unter den ersten Siedlern der zentralen Region von Borneo, dem Rajang und dem Balui-Gebiet waren. Allerdings haben die Einwanderung großer Mengen von Kayan, gefolgt von den kriegerischen Iban in diese Gebiete vor ungefähr 200 Jahren die dort lebenden Penangemeinschaften gezwungen, sich in die Täler von Kakus und Kemena zurückzuziehen.

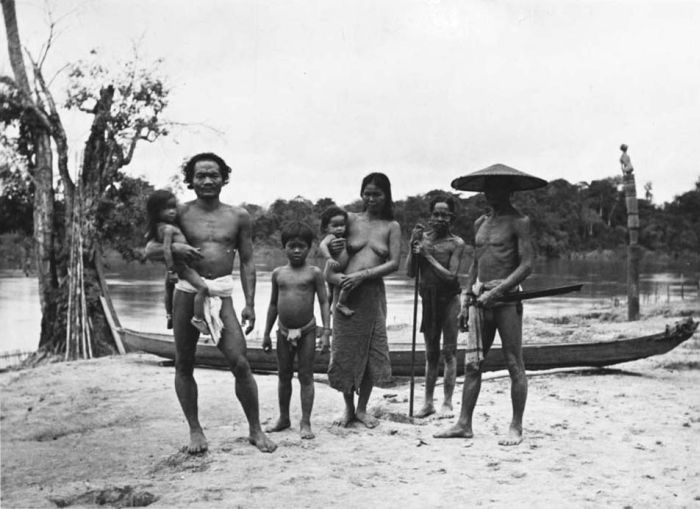
Punan auf Borneo, Aufnahme von ca. 1910

Früher haben die Punan ihre Adligen (lajar) nicht beerdigt, sondern errichteten einen hohen Pfahl, der als kelirieng bezeichnet wurde. Auf diesem wurde eine Hütte gebaut, in der der Körper zur Ruhe gebettet wurde.
Zurzeit gibt es mehr als 10 Langhaussiedlungen der Punan. Diese sind:
- Punan Lovuk Sama
- Punan Lovuk Ba
- Punan Lovuk Biau
- Punan Lovuk Meluyou
- Punan Lovuk Lirung Belang
- Punan Lovuk Mina
- Punan Lovuk Pedan
- Punan Lo'o Buong (Jelalong).

Lovuk bedeutet „Langhaus“. Die Anzahl der Punan wurde im Jahr 2005 auf etwa 3000 bis 5000 geschätzt.